# 10月19日 (旧暦)
旧暦10月19日は旧暦10月の19日目である。六曜は仏滅である。

## できごと
- 天智天皇10年（ユリウス暦671年11月25日） - 大海人皇子が天智天皇から後事を託されるが、これを固辞して出家し吉野に入る
- 延宝7年（グレゴリオ暦1679年11月22日） - 高田藩の世継ぎ争い・越後騒動を江戸幕府大老・酒井忠清が裁決。家老・小栗美作と対立していた反小栗派を他家預りとする

## 誕生日
- 寛永元年（グレゴリオ暦1624年11月29日） - 酒井忠清、江戸時代初期の譜代大名、老中、大老（+ 1681年）

## 忌日
- 永禄10年（ユリウス暦1567年11月19日） - 武田義信、武将（* 1538年）